# باولو فيدا
باولو فيدا (بالبرتغالية: Paulo Vida) هو لاعب كرة قدم برتغالي في مركز الهجوم، ولد في 9 ديسمبر 1971 في أوديفلاس في البرتغال. لعب مع أكاديميكا كويمبرا وأونياو ليريا وإشتوريل برايا وديبورتيفو داس أيفيس ونادي باسوج دي فيريرا ونادي جل فيسنتي ونادي شاتورو ونادي فارزيم ونادي كريتيل.

## وصلات خارجية
- باولو فيدا على موقع قاعدة بيانات كرة القدم.إي يو (الإنجليزية)
- باولو فيدا على موقع عالم كرة القدم.نت (الإنجليزية)